# トイレットペーパー
トイレットペーパー（英語: toilet paper, toilet-paper）とは、用便の際に排泄器官の汚れを清拭するために用いる紙をいう。

## 名称
日本語においては、用便の際の清拭用の紙を「落とし紙/落し紙（おとしがみ）」と総称するが、この語がいつ頃から用いられてきたかは不明である。ただ、落とし紙という紙そのものは古くから用いられてきた。英語由来の外来語「トイレットペーパー (toilet paper, toilet-paper)」は、落とし紙の一種と見なすことができ、紙自体も語としても、近代以降のいつ頃からか用いられるようになったものである（巻き取りタイプは明治時代末期から）。
また、鼻紙/花紙（鼻水を拭いたりするための紙）や落とし紙（落下式便所などで使って下に捨てる紙）を始めとする多用途の低品質紙を「塵紙/ちり紙（ちりがみ、ちりし）」というので、塵紙品質の落とし紙をその名で呼ぶことがある。加えて、円筒形の巻き取りタイプ（ロール紙タイプ）を「トイレットロール（和製英語：toilet roll）」と呼ぶこともある。ほかにも、総称的な語として「便所紙（べんじょがみ）」があるものの、広く通用しているとは言えず、方言としての用法に限られ、昔ながらの平判タイプを円筒形・巻き取りタイプと区別する際の呼称であることも多い。

## 概説
円筒形・巻き取りタイプには、長尺紙を重ねるか否かで区別があり、重ねない一枚ものを「シングル巻き」、二枚を重ねるものを「ダブル巻き」といい、珍しいが三枚重ねの「トリプル巻き」もある。
紙の材料とその色は国・地域や時代によって大きな違いがあり、無漂白のクラフトパルプなどを材とした茶色がかった自然紙の色をしたもの、再生紙であるために再生前の印刷用インクや微細な不純物が影響して灰色がかった白いもので巻紙所状態では白くても便器の溜水部に浸かると灰色や褐色がかった色になり、そして、漂白パルプを材とした真っ白なものといい便器の溜水部に浸かっても真っ白であるものの、3種類に大別できる。漂白パルプを使った製品では、その白さを生かして淡色系の着色の施されたものもあり、ピンク系・黄色系・緑色系・水色系などといった様々な色の製品が販売されている。
絵柄と、法人の名称やロゴタイプを始めとする、それぞれに異なる目的をもって印刷された情報を紙面に施された製品も、数が多いとは言えないまでも、商品史の黎明期から (cf. J C Gayetty N Y ) 変わらず作られ続けている。絵柄には、インダストリアルデザインに適うよう開発されたものもあれば、女性・子供など特定の消費者層に合わせて開発・販売されるものもある。クイズと解答、名言集、ジョーク集などといった濃厚な文字情報を載せた製品も、変わり種と呼べないほどに珍しいものではなくなっている。
使用感と清拭・吸収性の向上のためにエンボス加工を施した製品もある。ティッシュペーパーなどの一般的に用いられる紙と違い、水で繊維が解けないようにするような樹脂加工などは行っていない。
芯については、従来どおりの芯紙のある製品が一般的であるが、エコロジーの観点から芯紙を無くした製品も開発され、「芯が無い」という意味合いの「コアレス」などといった名称で流通している。芯紙のある製品の場合、材料はボール紙と水解紙があるものの、圧倒的多数は昔からあるうえに安価な前者である（■右列に画像あり）。ほかにも、芯紙に香料で着香した製品もある。
トイレットペーパーの使用量には著しい男女差があり、日本人の成人の場合男性は日平均3.5mしか使用しないのに対して女性は同12.5mと、3倍以上使用量が多い。これは男性の場合生殖器の構造上、排尿後に性器に残尿が残りにくく、また陰茎の先端部に限られるためトイレットペーパーで拭き取らずとも包皮を剥きながら陰茎を振ることでほぼ完全に取り除けるため、多くの男性が排便時のみにトイレットペーパーを使用し、小便時には一般に使用しないためである。対して女性の場合は性器の構造上残尿が残りやすく、解剖学的に尿路感染症のリスクが高い上、残尿を力学的に取り除く手段がないため、大小問わずトイレットペーパーの使用が必須となる。
所謂野糞など、トイレットペーパーがない場所で排便した際は、ポケットティッシュで代用する。ポケットティッシュを持参していない状態での野糞はまず行われない。下痢などで便意が切迫し、失禁の恐れがある場合など、やむを得ない場合は流水や植物の葉など、代用可能なものを使用する。
一方、女子が屋外で尿意を催し、トイレ以外の場所で排尿した場合には、残尿の後始末が省略され、局部が濡れたまま下着を履き直すことが多い。これは大便に比べると下着に付着した場合の悪臭や不快感が軽度なためである。このため、必然的に廃棄物を発生させるポケットティッシュの使用を控えるという決断をしやすい。また、尿意は便意に比べ頻繁に催すため、拭くものがない場合であっても我慢しづらいという事情もある。ただし、上述の尿路感染症のリスク、下着を汚すことによる不快感などを理由に、大便と同様にティッシュペーパーを使用し、局部の残尿を拭き取る女性も多い。

### 下水道に流すか否か
トイレットペーパーには、下水道に流すか否かという問題がある。排水設備や管路の詰まりや堆積物などに深く関係して、インフラストラクチャー上の都合と流通品の品質の如何で、国家・地域によって差異が極めて大きく、その地域で用いられているトイレットペーパーも、材料として使用した紙が水で解けやすいかどうによっても変わる。
一つに、トイレットペーパーから便器清掃用の紙製品まで流してよい例、一つに、トイレットペーパーしか流せない例、今一つに、紙類一切を流せない（ごみ箱に捨てる別の処分方法がある）例がある。国・地域別での具体例を挙げるなら、中華圏（中国本土〈香港と澳門を除く〉と台湾）では、水洗式便所にトイレットペーパーを流すのは非文明的・非常識な行為とされていて、それ以前の社会全体が貧しかった時代から使っていた新聞紙と同様、ごみ箱に捨てるのが社会良識となっている。そのため、日本のように正反対の行為が社会良識として浸透している文化圏もあって、そういった地域を旅行する際には注意が必要であることを、現地メディアが紹介しているくらいである。一方で、中華圏の中のトイレ先進地域（先進的な都市部）では、「抽水馬桶（水洗式便所）に紙を流してはならない」旨の注意書きが、正反対の常識を持つ日本人向けに用意されている例も、2010年代後期には見られるようである。中国本土や台湾でトイレットペーパーなどを下水道に流してはならない理由は、なんと言っても下水道インフラが未発達で管路が細く詰まりやすいことにあり、しかし2つ目には紙質が“良すぎて”解けにくいも挙げていることがある。

## 歴史

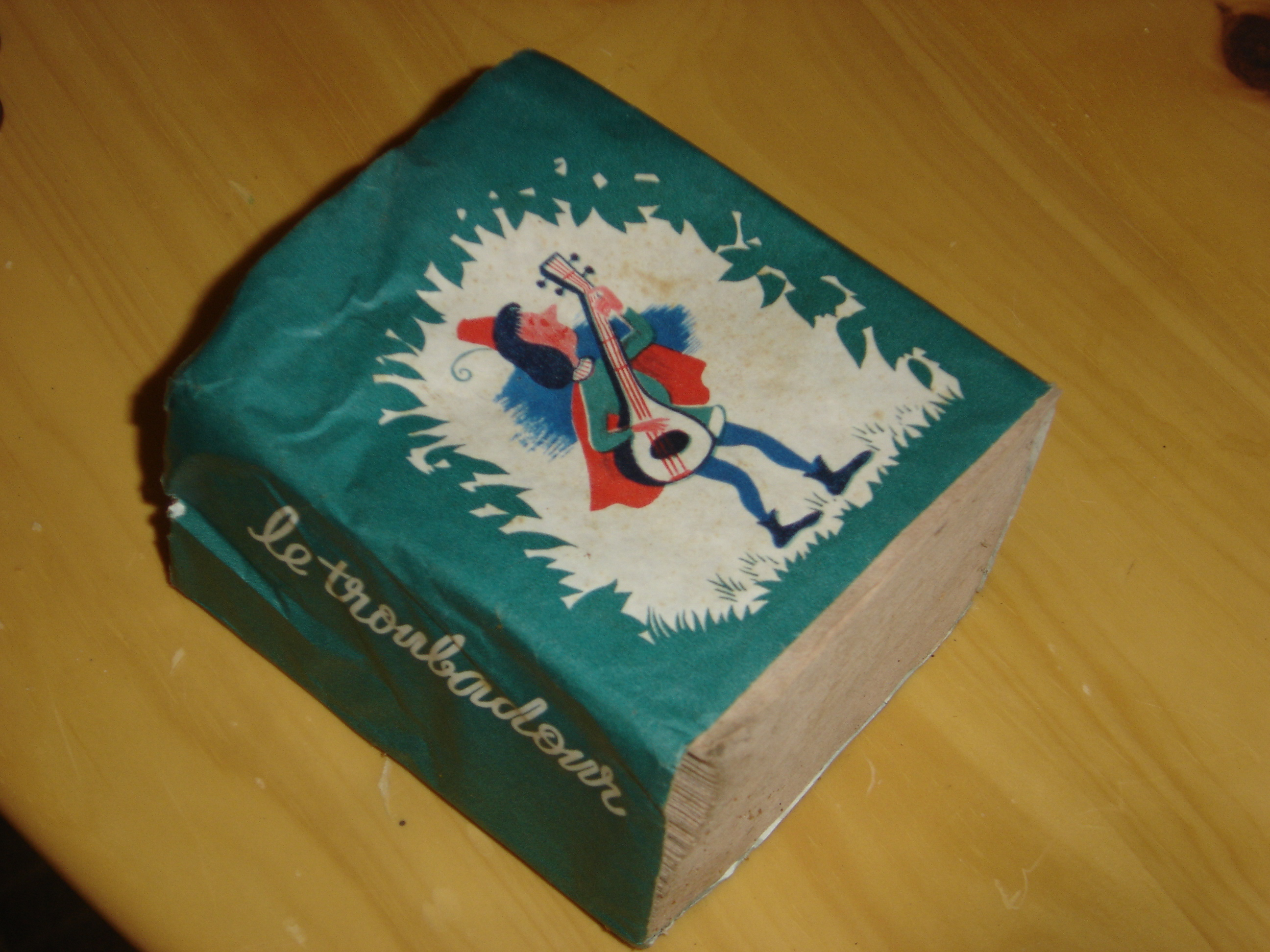
平らな裁断紙のトイレットペーパー／"Le Troubadour （ル・トゥルバドゥール）" という銘柄のパッケージに収められている、1960年代のフランス製品。

### 前史
普及以前は、富める人は、羊毛、レース、麻を用い、その他は直接手を用いるか、木の葉（アフリカではコレウス・フォルスコリ）、草、干し草、トウモロコシの皮、苔、水、鉋屑（かんなくず）、石、貝殻、砂、雪、ぼろ布や、付近にヤツデを植栽して葉を用いるなどしていた。古代エトルリアの便所（公共水洗便所を含む）では、使い捨てにしない用具として天然のスポンジである海綿が使われており、この習慣は古代ローマにも継承された。日本では、使い捨てにしない用具として、貝殻や籌木（しゃがんで排便する際に姿勢を維持するために用いる木片で、体などに便が付着した際は掻き落とすのにも用いる）が長いあいだ使われ続けた。

### 清拭用紙の登場
851年に中国を旅したアラブ人の旅行記に中国人が用を足したのちに紙で拭くことを記述しているが、水で洗わないことから、清潔を気にしない人種として記録されている。
帝政ロシアでは、皇帝専用紙に皇帝の印が家臣によってなされた。イングランド王ヘンリー8世の宮廷では、王族の用便後に素手で清拭する便所担当には特に信頼された廷臣が選ばれ、王と個別に相対する好機として影響力を期待し望む者も多かった。日本でも、江戸時代の大奥に似たような慣習があり、大奥女中に拭わせるしきたりにどうしても馴染めない御台所が自ら拭うということもあったという。
1857年12月8日には、アメリカ合衆国の実業家ジョセフ・ガイエティーが、"J C Gayetty N Y （J・C・ガイエティー・ニューヨーク）" の名を透かし印刷で紙面に載せた巻き取り型のトイレットペーパーを痔の医療用製品として生産し始め、これがトイレットペーパーとして世界初の工業製品であった。 
日本では、明治中期頃より古紙が原料の塵紙とパルプが原料の落とし紙や京花紙などが主に用いられていた。また、明治時代末からは巻き取り型のトイレットペーパーも使われ始めたが、当時は舶来品が占めていた。それでも、そういった変化は都市部での話で、農村部では、大正時代の頃まで木の葉や藁のほか、古来の籌木が用いられ続けていた。
日本で最も早い時期に巻き取り型のトイレットペーパーを発売した企業は、紙の博物館によれば、記録の残る限りで、神戸市内にあった貿易商の島村商会（嶋村商會）である。1924年（大正13年）、島村商会は高知県の工場に原紙の製造を依頼し、同商会がトイレットペーパーに仕上げた上で外国汽船などに納入していた。
上下水道整備の進捗に伴い、1955年（昭和30年）前後から便所の様式が「汲み取り式」から「水洗式」へ「和式便器」から「洋式便器」へ変化し、合わせて巻き取り型のトイレットペーパーの生産量も増加した。使用量は2008年から2011年で、日本人一人あたり年間およそ8キログラムと推算されるほど生活必需品で、非常時に備えて平時の備蓄が望まれる。2020年に日本で流通する97％は日本産であり、原材料も日本で調達される自給率の高い製品である。

### コンパクト化をめぐる争い
2020年までに日本製紙クレシアは、紙の表面に独自の凹凸を付ける技術を開発したとして50件以上の特許を取得。硬さを感じさせない柔らかさで、最大3.0倍の長さのトイレットペーパーを発売した。こうした流れに同業他社も追随したが、日本製紙クレシアは2022年に大王製紙が製造を始めた製品に、自社の特許技術が使われているとして製造差し止めなどを求めて提訴。2024年8月、東京地方裁判所は、紙の表面の凹凸の深さが特許発明が定める数値の範囲にないと判断。日本製紙クレシア側の請求を棄却した。

## 設置

### 紙巻器
専用什器の紙巻器などで設置する。
2個横向きに並列配置した2連紙巻器は紙切れの不便解消などに配慮した商品で、公共施設などで設置が見られる縦に2巻配する什器は使用済み芯紙を取り除いて新たな1巻を使用する。

### 三角折り
巻き始めの先端を三角形に折る事例は、日本では三角折りと俗称する者も見られ、アメリカの消防署で緊急出動受令時に用便中でも迅速な対応を目した「ファイヤーホールド」に由来するなど様々語られており、ホテル、劇場、店舗など公共の場所で散見される。

### 自動販売機
日本では、鉄道駅のトイレ入り口などを中心にポケットティッシュタイプのものが購入可能な自動販売機が設置されている場合があるが減少傾向にある。

### 設置なし
管理の軽微な児童公園の公衆便所などを中心にトイレットペーパーが全く準備されていない場合がある。このような場合は利用者各自がティッシュペーパーを持参する必要があり、下痢などの急な便意には対応しづらい。また、女子の排尿の場合は大便に比べ後始末を怠った場合の衛生上のリスクが軽微であることから、排尿後の後始末を省略することもある。とりわけ膀胱容量の小さい女児は男児や成人女性に比べ尿意が切迫しやすく、ティッシュペーパーがない場合でも排尿せざるを得ないことが多いため、拭かずに済ませることを余儀なくされる機会が多くなりがちである。
女子が排尿後に局部に残尿を残したまま放置すると、大便ほどではないものの下着が不衛生な状態となることが避けられない。また、雑菌の繁殖による尿路感染症のリスクもある。このため、このような公衆便所が見られる地域では、女児は男児以上に外出時におけるティッシュペーパーの持参を躾けられることが多い。

## 規格
巻き取り型のトイレットペーパーは、通常は便所個室内で専用什器に装着して使用するため規格化が必要であるが、国情によりロール径や幅が若干異なる。また、トイレ、排水設備、管路等の詰まりや堆積物等の問題を回避するために、ほぐれやすさ（分解性）まで規格化されている国・地域もある。

### JIS
日本では、紙パックなどさまざまな再生パルプを多く用いて、およそ4割が静岡県で製造され、「ティシュペーパー及びトイレットペーパー」として家庭用品品質表示法の適用対象で雑貨工業品品質表示規程に、品質や寸法などは日本産業規格（JIS）に定めがある。
市販品は、JIS規格で1ロールの長さが27.5、32.5、55、65、75、100メートル、許容差+3と公定されているが、量販品は60メートル巻きが多い。
また、紙の幅は114mmで誤差±2mm、芯の内径は38mmで誤差±1mm、ロール直径は120mm以下と決まっているが、コストダウンやエコのため105mmなどに幅を落としている商品がある。
公共用途の業務用は1巻あたり150から210、最大500メートルと高頻度需要に適応しているが、1巻重量は最大1 - 2キログラムで軸が鉛直方向の専用大型什器に装着する交換頻度低減を目する製品である。
また、日本では1993年（平成5年）からJISにトイレットペーパーのほぐれやすさ試験（分解性試験）が付加された。

### ISOでの規格化の動き
カナダでは、トイレクリーナーなどトイレに流せると表示された紙製品等によって、トイレ、排水設備、管路での詰まりや、堆積物、スクリーンかす、汚泥の処理費が増大した。そのため、2014年1月、カナダは ISO/TC224（上下水道サービス運営規格検討委員会）に対して「トイレに流せる製品」 の規格化を提案した。
ドイツは、水洗便所にトイレットペーパー以外を流してはならないとしており、ISOでの規格化に反対している。また、日本では、日本下水道協会が ISO原案のほぐれやすさ試験（分解性試験）の基準が JIS P 4501 より著しく緩くなっている点について問題を指摘している。